# کدنلایو
کِدِنلایو یا کی‌دی‌ای‌انلایو (به انگلیسی: Kdenlive) یک نرم‌افزار آزاد و متن‌باز تدوین فیلم مبتنی بر کی‌دی‌ئی، چهارچوب ام‌ال‌تی و کیوت است. این پروژه توسط جیسون وود در سال ۱۳۸۱ (۲۰۰۲ میلادی) آغاز شد و اکنون توسط تیم کوچکی از توسعه‌دهندگان نگهداری می‌شود.
با انتشار نسخه ۱۵٫۰۴٫۰ در سال ۱۳۹۴ (۲۰۱۵ میلادی)، کدنلایو بخشی از مجموعه رسمی پروژه‌های KDE شد.
بسته‌های کدنلایو به صورت آزاد برای گنو/لینوکس، فری‌بی‌اس‌دی، مایکروسافت ویندوز و مک‌اواس در دسترس هستند. کلیت این نرم‌افزار تحت مجوز GPL-3.0 یا بالاتر توزیع می‌شود، در حالی که بخش‌هایی از کد منبع تحت مجوزهای مختلفی مانند GPL-2.0-یا جدیدتر و GPL-3.0-یا جدیدتر در دسترس هستند.

## تاریخچه
این پروژه در ابتدا توسط جیسون وود در سال ۱۳۸۱ آغاز شد. توسعه کدنلایو از نسخه محیط میزکار کِی ۳ (که در اصل برای ام‌ال‌تی ساخته نشده بود) با بازنویسی تقریباً کامل به سکوی کِی‌دی‌ئی ۴ منتقل شد. این کار در نسخه ۰٫۷ در تاریخ ۲۲ آبان ۱۳۸۷ منتشر شد. کدنلایو ۰٫۹٫۱۰ که در تاریخ ۹ مهر ۱۳۹۳ منتشر شده بود، آخرین انتشار کِی‌دی‌ئی ۴ بود.
کدنلایو در سال ۱۳۹۳ شروع به برنامه‌ریزی برای انتقال به پروژه‌های کِی‌دی‌ئی و زیرساخت‌های آن کرد. انتقال به چهارچوب‌های کِی‌دی‌ئی ۵ با انتشار نسخه ۲۰۱۵٫۰۴٫۰ به عنوان بخشی از دندهٔ کِی‌دی‌ئی ۵ به پایان رسید.
در اوایل سال ۱۳۹۶ تیم توسعه شروع به کار بر روی بازسازی مجدد برنامه کرد و تا پایان خرداد اولین پیش نمایش آن در دسترس بود. در پایان پاییز همین سال و با انتشار اولین پیش نمایش قابل استفاده، بازسازی مجدد به تمرکز اصلی تیم توسعه تبدیل شد. انتشار نسخه بازسازی شده در اصل برای تابستان ۱۳۹۷ در نسخه ۱۸٫۰۸ برنامه‌های کِی‌دی‌ئی برنامه‌ریزی شده بود ولی نهایتاً در تاریخ ۲ اردیبهشت ۱۳۹۸ و در نسخه ۱۹٫۰۴ برنامه‌های کِی‌دی‌ئی منتشر شد.
در ۲۹ شهریور ۱۴۰۱، کِی‌دی‌ئی اولین دور جمع‌آوری کمک مالی برای کدنلایو را را با هدف تأمین مالی برای پیاده‌سازی ویژگی‌های اصلی و رساندن کدنلایو به استانداردهای ویرایشگرهای ویدیویی حرفه‌ای‌تر آغاز کرد. هدف اولیهٔ گردآوری ۱۵ هزار یورو در کم‌تر از یک ماه و در تاریخ ۲۶ مهر همین سال برآورده شد.

## امکانات

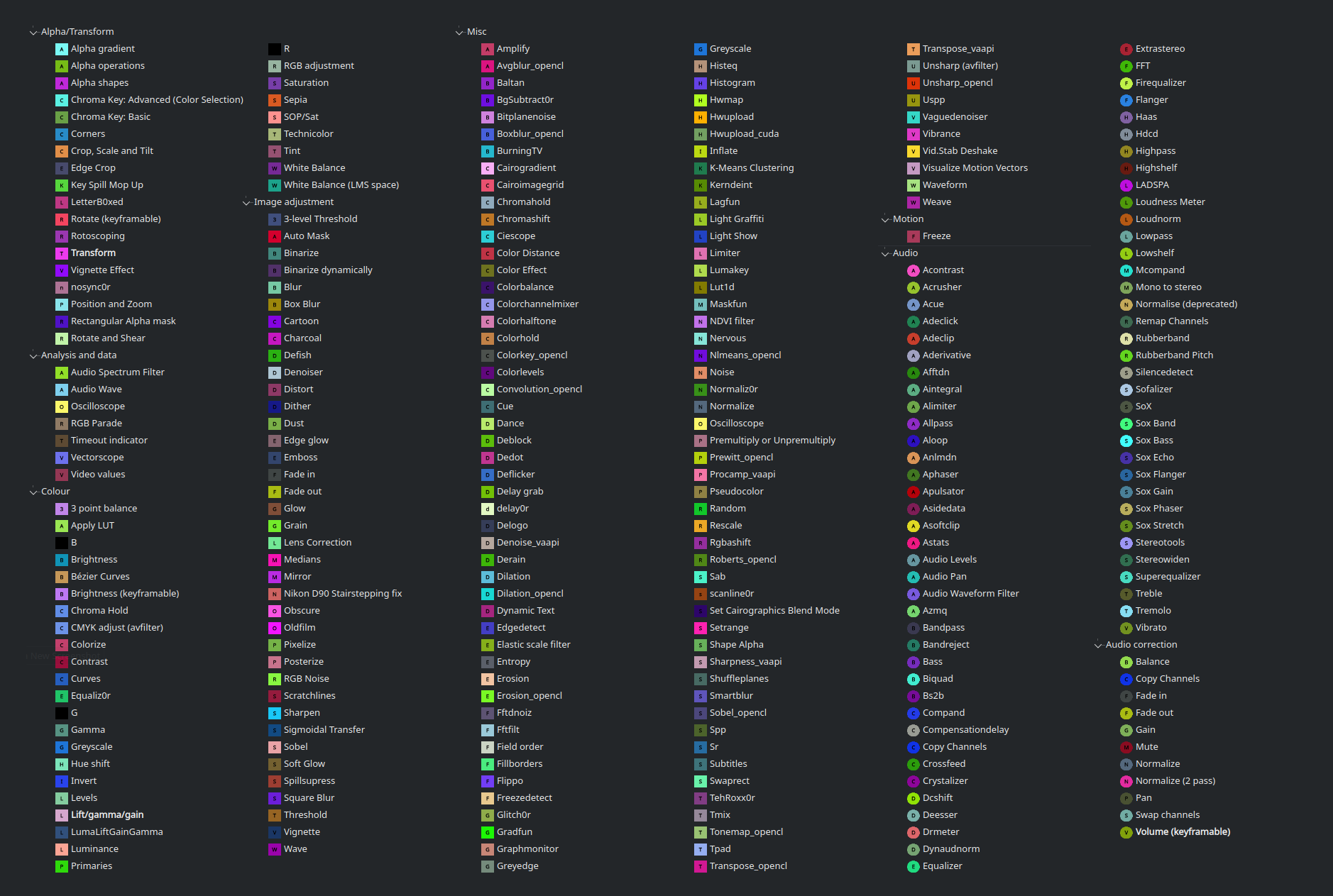
جلوه‌های ویدیویی و صوتی کدنلایو

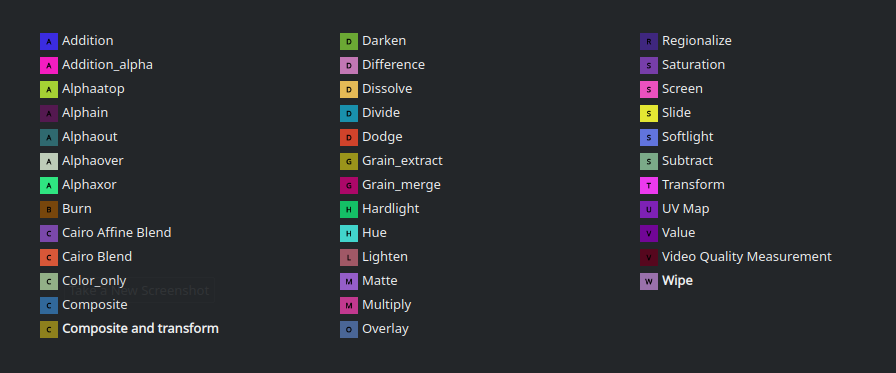
ترکیبات کدنلایو

کدنلایوِ کِی‌دی‌ئی از کتابخانه‌های ام‌ال‌تی، Frei0r , SoX و LADSPA استفاده می‌کند. کدنلایو از همهٔ قالب‌های پشتیبانی شده توسط اف‌اف‌امپگ یا libav (مانند QuickTime ,AVI ,WMV ،MPEG و Flash Video و سایر قالب‌ها) پشتیبانی کرده و همچنین امکان استفاده از نسبت‌های تصویر ۴:۳ و ۱۶:۹ برای پال، ان‌تی‌اس‌سی و استاندارهای مختلف تراکم بالا (HD) از جمله HDV و AVCHD را فراهم می‌آورد. همچنین می‌توان ویدئو را به دستگاه‌های DV صادر کرد یا روی دی‌وی‌دی با امکان درج فصل‌ها و منوی ساده نوشت.
- تدوین چندنواری با خط زمانی و پشتیبانی از تعداد نامحدودی از نوارهای ویدئویی و صوتی.
- یک ویرایشگر عنوان داخلی و ابزارهایی برای ایجاد، جابجایی، برش و حذف برش‌های ویدیویی، صوتی، متنی و تصویری.
- امکان افزودن جلوه‌های ویژه و انتقال‌های سفارشی.
- طیف گسترده‌ای از جلوه‌ها و انتقال‌ها. قابلیت‌های پردازش سیگنال صوتی شامل نرمال‌سازی، تغییر فاز و گام، محدود کردن، تنظیم صدا، پالایه‌های Reverb و یکسان‌سازی و سایر موارد است. جلوه‌های بصری شامل گزینه‌هایی برای پوشاندن، صفحه آبی، اعوجاج، چرخش، ابزار رنگی، تاری، مبهم‌سازی و موارد دیگر است.
- میانبرهای صفحه کلید و چیدمان‌های رابط گرافیکی قابل تنظیم.
- رندر با استفاده از یک فرایند غیر مسدودکننده جداگانه انجام می‌شود، بنابراین می‌توان آن را متوقف کرد، مکث داد یا مجدد راه اندازی کرد.
- کدنلایو همچنین اسکریپتی به نام جادوگر سازندهٔ کدنلایو یا Kdenlive Builder Wizard (KBW) ارائه می‌کند که آخرین نسخه توسعه‌دهنده نرم‌افزار و وابستگی‌های اصلی آن را از منبع کامپایل می‌کند تا به کاربران اجازه دهد تا ویژگی‌های جدید را آزمایش کنند و مشکلات را در ردیاب اشکال گزارش کنند.[۱۹]
- پرونده‌های پروژه در قالب اکس‌ام‌ال ذخیره می‌شوند.[۲۰]
- ویژگی بایگانی این برنامه اجازه می‌دهد تا یک پروژه را به همراه تمام دارایی‌های دیگر آن، در یک پوشه یا پرونده بایگانی فشرده برون‌بری کنید.[۲۱]

## دسترسی
کدنلایو برای گنو/لینوکس (از طریق فروشگاه اسنپ و KDE Discover)، فری‌بی‌اس‌دی، مایکروسافت ویندوز و مک‌اواس در دسترس است.